# Perry (Oklahoma)
Perry é uma cidade localizada no estado norte-americano de Oklahoma, no Condado de Noble.

## Demografia
Segundo o censo norte-americano de 2000, a sua população era de 5230 habitantes.
Em 2006, foi estimada uma população de 5068, um decréscimo de 162 (-3.1%).

## Geografia
De acordo com o United States Census Bureau tem uma área de
17,7 km², dos quais 15,7 km² cobertos por terra e 2,0 km² cobertos por água. Perry localiza-se a aproximadamente 338 m acima do nível do mar.

## Localidades na vizinhança
O diagrama seguinte representa as localidades num raio de 28 km ao redor de Perry.